# Paula Rivas
Paula Rivas (Santiago, 26 de agosto de 1983) es una cantante y compositora chilena de música tropical. Obtuvo reconocimiento en su país luego de participar en el programa de televisión Rojo Fama Contrafama y acto seguido inició una carrera en solitario, publicando hasta la fecha siete álbumes de estudio y más de una veintena de sencillos. Ganadora de los premios Pulsar en el año 2023, como “Mejor Artista Tropical” y “Artista del Público”. “Artista Tropical del año” en premios Musa 2023.

## Biografía

### Inicios
Rivas empezó a interesarse por la música desde una temprana edad. En su juventud estudió canto en la academia del músico y presentador Luis Jara y empezó a realizar presentaciones en distintos programas de la televisión chilena como Talento nuevo. Su interés por profesionalizar su carrera la instó a continuar con sus estudios universitarios musicales, titulándose como Licenciada en Música en el año 2014.

### Rojoy carrera como solista
Paula Rivas logró repercusión en su país al participar en el programa de televisión musical Rojo Fama Contrafama del canal TVN en el año 2007, en su temporada Rojo en Grupos, formando el dúo Komplices junto con Jordan Salinas; allí logró el segundo lugar en la categoría de cantantes. Impulsada por el reconocimiento obtenido en Chile, Rivas decidió emprender una carrera en solitario.
A finales del año 2011 publicó su primera producción discográfica titulada Paula Rivas bajo el sello Plaza Independencia. De esta producción, en la que interpreta diversos ritmos tropicales, destacan canciones como «Juraste», «Vete ya», «Te juro» y «No voy a llorar». Cuatro años después (2015) publicó su segundo trabajo discográfico, titulado Tributo, donde revisitó admiradas voces referentes como Myriam Hernández, Rocío Jurado, Valeria Lynch, Ana Gabriel, Ángela Carrasco y Yuri con arreglos originales y fusionando ritmos tropicales como la cumbia, la bachata y el merengue.
Su tercer álbum, titulado Empoderada, salió al mercado en el año 2018. Ese mismo año se radicó en México, donde algunas de sus canciones fueron utilizadas por Televisa para aparecer en series, películas o telenovelas en ese país a través de Televisa y en Univisión para el mercado de los Estados Unidos.

### Actualidad
Rivas firmó un contrato discográfico en el año 2019 con la compañía argentina MOJO, mediante la cual ha publicado una variedad de sencillos  en solitario y con la participación de otros artistas como Yoan Amor, Marcos Castelló, Quique Neira, Rodrigo Tapari, Argel y Erick Berríos, entre otros. En 2020 registró una colaboración con la banda de cumbia chilena Santaferia en el sencillo «Algún día volverás» y participó en una serie de presentaciones virtuales llamada «En cuarentena», publicando cerca de diez sencillos con otros artistas durante el aislamiento preventivo ocasionado por la pandemia del COVID-19. Su más reciente sencillo, «El trato», es un adelanto de su próxima producción discográfica, titulada Invencible.

## Discografía

### Álbumes de estudio
- 2012 - Paula Rivas
- 2016 - Tributo
- 2018 - Empoderada
- 2020 - Invencible
- 2022 - Mariposa
- 2023 - Musas
- 2024 - Ocho

### Sencillos y EP
| Año  | Título                              | Discográfica |
| ---- | ----------------------------------- | ------------ |
| 2012 | «No voy a llorar»                   | MOJO         |
| 2015 | «Si me ves llorar por ti»           | MOJO         |
| 2017 | «El amor de mi vida»                | MOJO         |
| 2018 | «Sin avisarme»                      | MOJO         |
| 2019 | «Señor amante»                      | MOJO         |
| 2019 | «Amigos no, por favor»              | MOJO         |
| 2019 | «Se podría decir»                   | MOJO         |
| 2019 | «La última vez»                     | MOJO         |
| 2019 | «La última vez» (en vivo)           | MOJO         |
| 2019 | «¿Cómo te voy a olvidar?» (en vivo) | MOJO         |
| 2019 | «Me volví a acordar de ti»          | MOJO         |
| 2020 | «Te contaré hasta diez»             | MOJO         |
| 2020 | «El amor de mi vida»                | MOJO         |
| 2020 | «Como la flor»                      | MOJO         |
| 2020 | «Que ya no me llame»                | MOJO         |
| 2020 | «Resistiré»                         | MOJO         |
| 2020 | «Algún día volverás»                | MOJO         |
| 2020 | «Te felicito»                       | MOJO         |
| 2020 | «Vuela, vuela»                      | MOJO         |
| 2020 | «De mí enamórate»                   | MOJO         |
| 2020 | «Cosas buenas»                      | MOJO         |
| 2020 | «La mejor versión de mí»            | MOJO         |
| 2020 | «El trato»                          | MOJO         |